# Eustache de Saint Pierre
Eustache de Saint Pierre ist der bekannteste und älteste der sechs Bürger von Calais. Er war der wohlhabendste Bewohner der Stadt und meldete sich zuerst und freiwillig für diesen schweren Gang. Weitere Mitglieder der Gruppe, die beiden Brüder Jacques de Wissant, Pierre de Wissant und Jean d’Aire sind Vettern von ihm.

## Geschichte
1347, zu Beginn des Hundertjährigen Krieges stellten sich die sechs angesehenen Bürger, darunter der Bürgermeister, bei der Belagerung von Calais, als eine Art Geiseln oder untertänige Bittsteller die Stadt zu verschonen, zur Verfügung. Sie retteten damit die anderen Bewohner von Calais vor den Engländern, die die Stadt belagerten. Philippa von Hennegau, die schwangere Frau des Angreifers und Belagerers Edward III. von England brachte ihn davon ab, die sechs Bürger wie angekündigt zu exekutieren.
Der Gelehrte Louis-Georges de Bréquigny hätte fast den Mythos in Frage gestellt: 1766 fand er in den Akten des Tower of London Belege, dass König Edward III. von England Eigentum an Eustache de Saint Pierre zurückgab.
Nach der Kapitulation von Calais wurde die Stadt englisch. Ein großer Teil der Bevölkerung wurde vertrieben. Daraus ergibt sich die Frage, ob Eustache de Saint Pierre und seine Gefährten Verräter, Kollaborateure oder Helden waren. Diese Frage hat sich heute erledigt, denn Historiker wissen, dass Kapitulation im Mittelalter ein Ritual war: Zuerst ergeben sich die Besiegten demütig, dann folgt die Vergebung durch den Sieger.
Diese archivarische Entdeckung stellt jedoch den Vorgang der Mythenbildung nicht in Frage, der darauf abzielt, ein grundlegendes Paradigma des Denkens über die Nation im 19. Jahrhundert zu legitimieren: die Unterscheidung zwischen der kleinen Heimat (lokaler Patriotismus) und der großen Heimat (nationaler Patriotismus).

## Die Plastik

### Ausführung
Zuerst erstellte Rodin Aktstudien von Eustache de Saint Pierre. Danach drapierte er die Figur mit Leinwand um das Gewand realistisch anzudeuten. Er gestaltete auch verschiedene Version des einzelnen Kopfes. Das Modell dafür war Jean-Charles Cazin, ein Freund Rodins.

### Galerie

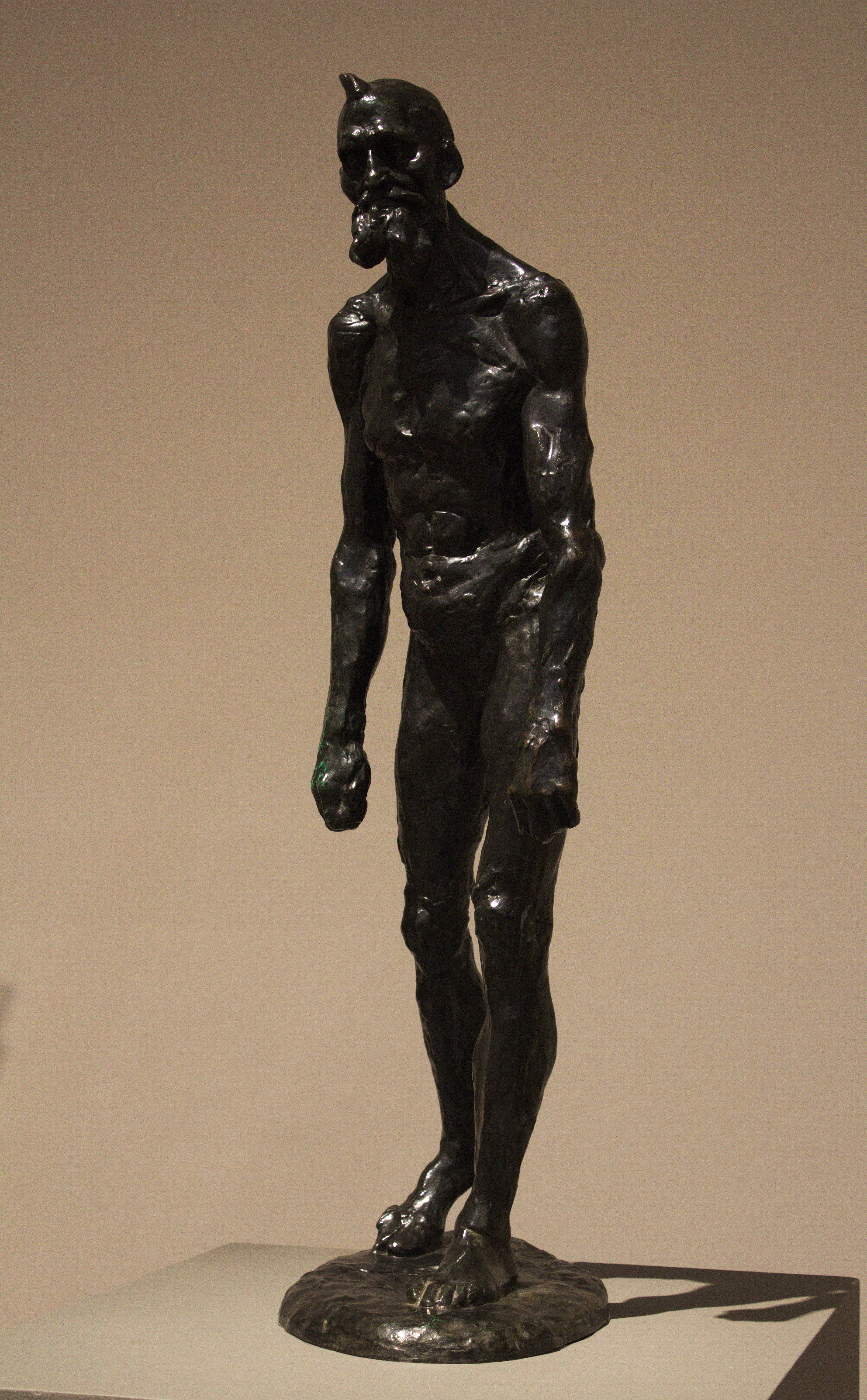
Aktstudie
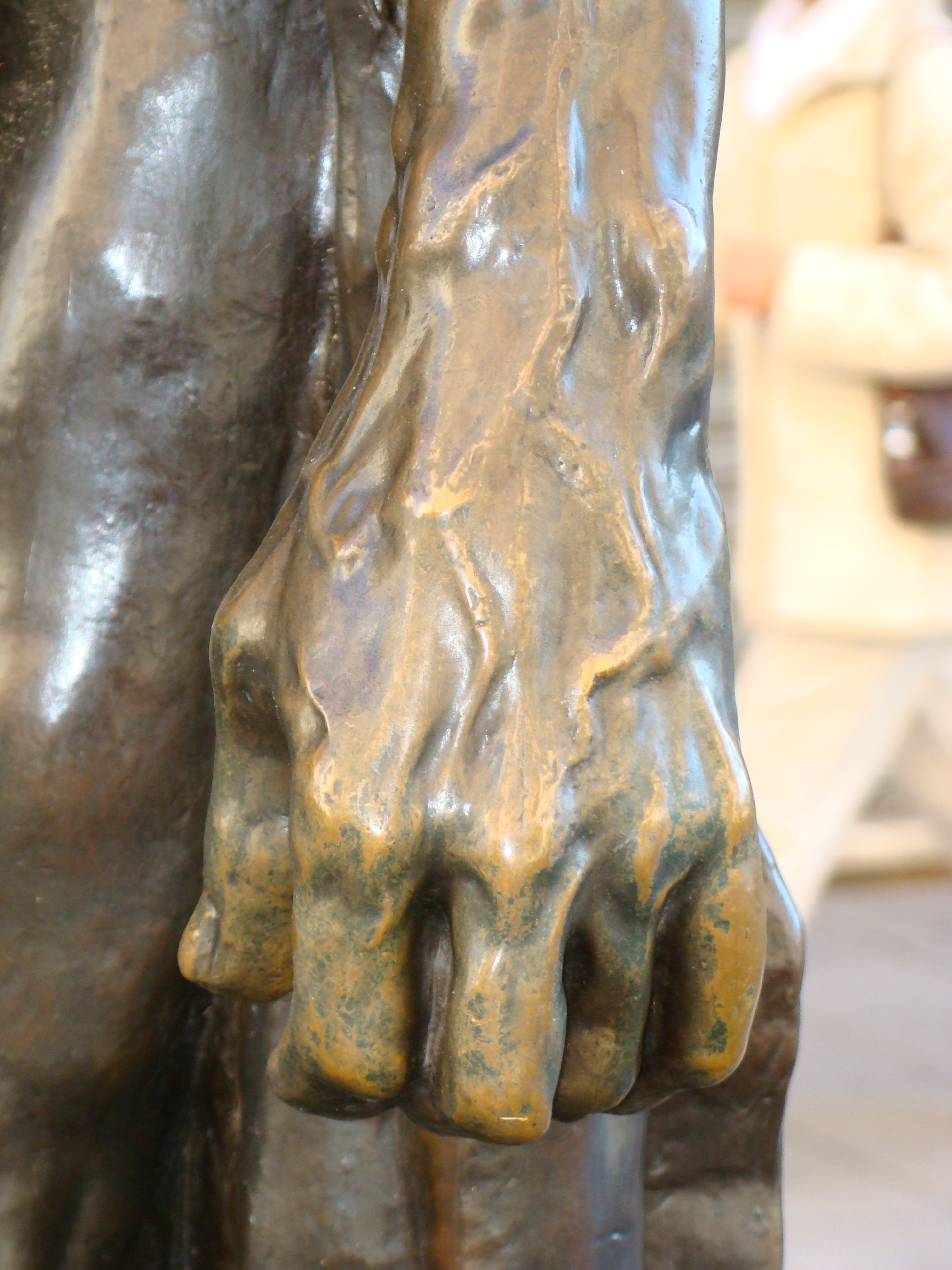
Hand
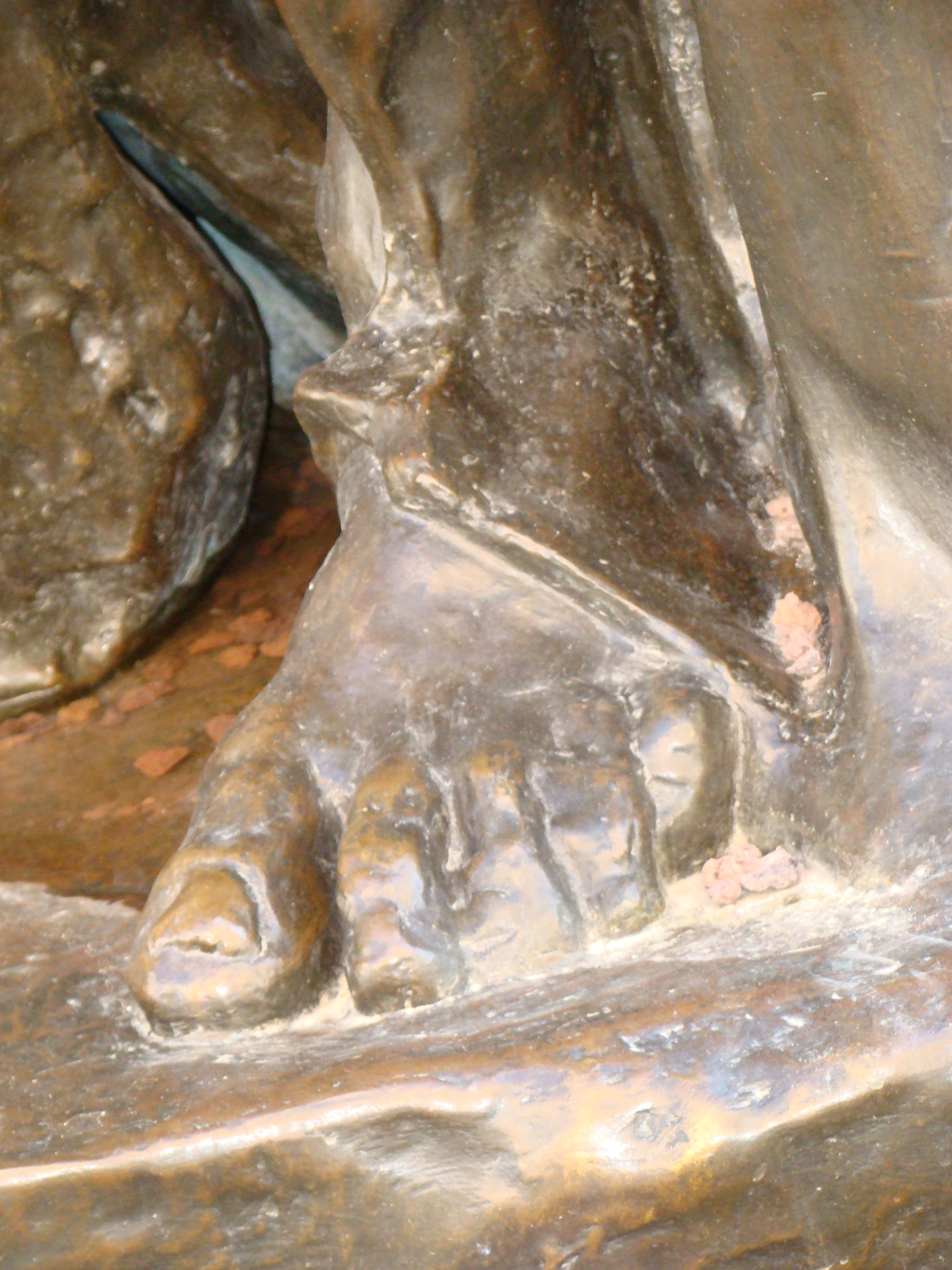
Fuß

### Standorte der Abgüsse
Es gibt 12 Ausführungen der Gruppe in Bronze, u. a. auf dem Belfriedplatz in Calais, in den Victoria Tower Gardens neben dem Parlament in London an der Stanford University und im Rodin Museum in Paris. Eine Version der Einzelfigur Figur befindet sich u. a. im Museo Soumaya in Mexiko-Stadt.